# Luttern (Wüstung)
Luttern ist eine abgegangene mittelalterliche Siedlung, die sich auf der Gemarkung der Gemeinde Kirchberg an der Murr befand, einer Gemeinde im baden-württembergischen Rems-Murr-Kreis. Über die Geschichte der Wüstung ist nicht mehr viel bekannt; die Lage unklar. Eine erhaltene Urkunde von 1436 macht einen Zusammenhang mit den Herren von Gaisberg wahrscheinlich.

## Geschichte
Luttern wurde wahrscheinlich als Luter erstmals in einer päpstlichen Urkunde von 1245 erwähnt. Mit dieser Urkunde bestätigte Papst Innozenz IV. dem Augustiner-Chorherrenstift Backnang Rechte und Privilegien in zahlreichen Orten. Die Herausgeber des Württembergischen Urkundenbuchs brachten Luter mit Lautern bei Sulzbach an der Murr in Verbindung. Da Luter jedoch nach Kircperg genannt wird, ist es wahrscheinlicher, dass Luttern bei Kirchberg gemeint war.
Am 6. Februar 1436 veräußerten Konrad Stehelin aus Schorndorf und seine Ehefrau Agnes, eine gebürtige Gaisbergerin, an den Kirchberger Schultheißen Honacker ein Grundstück in Göppingen, das Drittel eines Hofs zu Luttern im Kirchberger Zehnten und ein Gehölz in Schöntal für 110 Goldgulden.
Nach Friedrich Freiherr von Gaisberg-Schöckingen stammten die Gaisberg aus Kirchberg an der Murr. Dort kommt der Flurname Gaisberg am Rappenberg vor, auf der auch die Burg Kirchberg gestanden haben soll. Urahn des Geschlechts war der „ehrbare Mann“ Friedrich Gaisberger, der 1352 ein Rittergut in Bottwar erwarb. Nachkommen zogen ins Remstal und bekleideten dort hohe Ämter und erwarben einige Schlösser. Durch die Verlagerung ins Remstal dürfte das Geschlecht kein Interesse mehr an den Gütern zu Kirchberg gehabt haben und die Siedlung Luttern ging ein.